# Shorty the Pimp
Shorty the Pimp – siódmy album amerykańskiego rapera Too $horta. Ukazał się w sprzedaży 14 lipca 1992 roku.
Pięć utworów wyprodukowanych zostało przez znanego producenta Ant Banksa, cztery wyprodukował sam Too $hort, a jeden D’Wayne Wiggins. Płyta osiągnęła status platynowej.

## Lista utworów
1. Intro: Shorty the Pimp
2. In The Trunk
3. I Ain't Nothin' But A Dog
4. Hoes
5. No Love From Oakland
6. I Want To Be Free (That's The Truth)
7. Hoochie
8. Step Daddy
9. It Don’t Stop
10. So You Want To Be A Gangster
11. Something To Ride To
12. Extra Dangerous Thanks